# Alcaeorrhynchus phymatophorus
Alcaeorrhynchus phymatophorus är en insektsart som först beskrevs av Palisot 1811.  Alcaeorrhynchus phymatophorus ingår i släktet Alcaeorrhynchus och familjen bärfisar. Inga underarter finns listade i Catalogue of Life.